# جون شيرمان (لاعب كريكت)
جون شيرمان (17 أكتوبر 1788 - 31 أغسطس 1861) (بالإنجليزية: John Sherman)‏ هو لاعب كريكت بريطاني.